# Iter-pisza

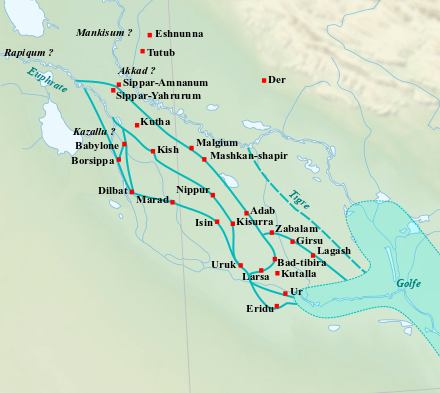
Mapa południowej Mezopotamii w okresie starobabilońskim (ok. 2000-1595 p.n.e.)

Iter-pisza (akad. Iter-pîša, zapisywane dI-te-er-pi4-ša, tłum. „Jej rozkaz jest najważniejszy”) – dwunasty, słabo znany król z I dynastii z Isin, następca Zambiji. Według Sumeryjskiej listy królów panować miał przez 4 lata. Lista królów Ur i Isin daje 3 lata. Jego rządy datowane są na lata ok. 1833–1831 p.n.e. (chronologia średnia).